# 結城庄司
結城 庄司（ゆうき しょうじ、1938年2月20日 - 1983年9月3日）は、アイヌ民族解放運動活動家。

## 生涯
北海道釧路市に生まれる。1958年、阿寒湖畔のアイヌコタン建設に関わる。1968年、北海道ウタリ協会の理事に就任する。
1972年のアイヌ解放同盟の創立に関わり、代表に選出される。この頃、元新左翼活動家の太田竜と知り合う。
この年8月25日に札幌で開催された第26回日本人類学会・民族学会連合会の演壇に太田と実力で上り、公開質問状を読み上げてアイヌを「研究と解剖の客体」と位置付けてきたことを非難する。9月20日(15日とも)には、静内町にあったシャクシャイン像にあった「北海道知事・町村金五」の文字を、太田や足立正生、新谷行らとともに削り取る。同じく1972年ごろ、札幌のデパート五番館でのアイヌ民芸品振興会による民芸品販売事業の運営委員長になる。
この頃、アイヌ詩人の戸塚美波子は北海道百年記念塔をモチーフとした詩「1973年ある日ある時に」の中に、「アイヌ独立共和国設立!」を唱える「汚いヒゲのアイヌ」を（他のアイヌや和人5人とともに）風刺的に登場させ、このキャラクターは「アイヌ解放同盟委員長を自称する人物のパロティ」と指摘されている。また戸塚も刊行スタッフだった月刊新聞『アヌタリアイヌ われら人間』は、1973年の北海道ウタリ協会総会の席で目立った発言をほとんどしなかった結城に対する批判を寄せた。
1974年、日本社会党のアイヌ民族政策作成に関わる。同年、クナシリ・メナシの蜂起の犠牲者を弔う供養祭「ノッカマップ・イチャルパ」の実行委員会初代委員長に就任する。
1974年10月、1972年のシャクシャイン像の台座文字での削り取りの件で、全国指名手配犯人に指定され、北海道警察に逮捕されるが起訴猶予となる。結城は逮捕数日前に、太田の唱える「アイヌ革命論」とアイヌの主張や状況が乖離することを（仲間2人と共に）記者会見で訴えた。釈放後、結城と太田は互いに相手を批判・侮辱する論説を発表し、絶縁した。
また、1975年アイヌ解放同盟の非喫煙者のメンバー山本一昭が、「ライター窃盗事件」で逮捕、起訴され、1976年5月に懲役1年の実刑判決が下りる事件があるが、結城らは、冤罪事件と主張して、裁判闘争を闘い、全国紙でも警察・司法当局を批判する記事がでてくる。警察権力は、結城を始めとする「アイヌ解放同盟」メンバーを「アイヌ過激派」として、当時勃発していた一連の爆弾事件と関連があるかのごとく見なしていたが、結城ら「アイヌ解放同盟」は爆弾事件には一切関わっていないことが明白となる。結城は、1976年3月2日の北海道庁爆破事件に関して、爆破犯人を厳しく非難する声明を出している。結城は当時朝日新聞に対して「今回死者が出たことを知ったときはショックだった。アイヌ民族と爆弾が変な風にイメージされちゃうだろ」「道庁爆破があってから、外出するのがいやで家にこもったきりのウタリの奥さんもいるよ」というコメントを述べている。
1976年5月をもって、北海道ウタリ協会の理事を退く。1977年7月9日、北海道大学経済学部長であった教授の林善茂が北海道経済史の講義でアイヌや女性に対する差別を繰り返しおこなったとして学生とともに糾弾のため、林を教室に封鎖した（機動隊が出動して林を救出）。結城は、12月14日に公開質問状を送ったが返答がなかったため、回答期限の20日から北大構内にテントを張って北大生2人と抗議を続け、翌1978年1月9日より萱野茂が仲介して林は1月22日全面的に謝罪、「自己批判」し、闘争は終結した。
1978年、当時の田村仙一郎登別市長が、助役時代の1971年、アイヌの伝統的な共同墓地を墓石がないことから空き地と誤認し破壊して、自分の家の墓を建てたことが発覚した事件に関連し、市外に転居していた遺族の相談を受け登別市内のアイヌ民族有志とともに「ウタリ墓地破壊に抗議する会」を組織し、田村市長への抗議運動と市民に訴える運動を行う。同年の市長選挙で田村は落選したが、墓はどかせなかった。しかし、この問題はウタリ協会登別支部の再興の契機になった。
1980年2月28日の札幌市白石区の小学校教師が、新一年生父母懇談会で「アイヌ勘定」を持ち出し、「アイヌの人たちが、昔多い数の概念が十分でないことをいいことに和人がだましたのです」という発言をする。現場にいた結城が、北海道ウタリ協会札幌支部と共に、札幌市教育委員会を相手に責任追及を開始する。アイヌ語の数詞を取り上げ1万の数を表せることを挙げて、「アイヌ勘定」は和人側の無知と差別感情そのものと、結城庄司は論じている。教育現場でのアイヌへの理解を認識させるということで、札幌市教育委員会側は、善処することとなる。翌1981年3月に、結城は札幌市教育委員会のウタリ教育相談員に任命される。このことは、結城のアイヌ民族の尊厳を守る活動が、札幌市の行政側から評価されたということである。
1981年に、札幌アイヌ文化協会の副会長に就任する。1982年、アイヌの儀式「アシリチェップノミ」（新しい鮭を迎えるための儀式）を札幌市内の豊平川で復活させた。この際に結城は「コンクリート・ジャングルのここ札幌で、アイヌ民族の伝統行事を行い、滅びることを拒否し続けているアイヌが多数参加すること自体が、声高に叫ばなくとも、鋭い刃物になる」と述べ、この活動は明治時代に禁じられた鮭漁の復活とも評価された。結城らアイヌ民族活動家が文化継承活動に取り組んだ背景として、「アイヌの将来的な滅亡」という言説への対抗として文化の継承をその裏付けとする意識があったと新井かおりは指摘している。
1983年3月、横路孝弘の北海道知事選挙活動を応援し、アイヌ関係者に支援を要請するため、北海道内を精力的に動く。同年9月3日、札幌市白石区の自宅にて、急性心不全で死去する。当時の北海道ウタリ協会理事長で自民党員でもあった野村義一は、北海道新聞の取材に対し、「素晴らしい才能の持ち主で、それが十分理解されず、不遇な面もあったと思う」とのコメントを残した。
版画家の結城幸司は子息。

## 著書
- 『アイヌ宣言』三一書房、1980年。
- 『チャランケ ― 結城庄司遺稿』草風館、1997年、ISBN 978-4883230969。

## 関連文献
- 北大ACMプロジェクト「植木哲也「林善茂によるアイヌ差別抗議事件」」『北海道大学もうひとつのキャンパスマップ : 隠された風景を見る、消された声を聞く』寿郎社、2019年。ISBN 9784909281159。国立国会図書館書誌ID:029754652。
- 竹内渉『戦後アイヌ民族活動史』解放出版社、2020年。ISBN 978-4-7592-6793-8。国立国会図書館書誌ID:030465682。